# أحمد الكراني
أحمد جعفر الكراني (23 فبراير 1985) لاعب كرة قدم بحريني يلعب حاليا لصالح نادي الدرجة الأولى سترة البحريني في مركز الجناح الأيسر من 2003 كما يجيد اللعب في مراكز الوسط الأيسر والوسط المهاجم والجناح الأيمن والظهير الأيسر.